# Hyalorrhipis calcarata
Hyalorrhipis calcarata är en insektsart som först beskrevs av Vosseler 1902.  Hyalorrhipis calcarata ingår i släktet Hyalorrhipis och familjen gräshoppor. Inga underarter finns listade i Catalogue of Life.